# 鎮港園社區大學
高雄市鎮港園社區大學（簡稱鎮港園、鎮港園社大），為高雄市第六所設立之社區大學（第六社大）。是一所坐落於臺灣高雄市的社區大學，校址設置在高雄市前鎮區復興國小校園內。由社團法人高雄市社區大學促進會於民國108年1月18日創設，並於民國108年3月8日更名為高雄市鎮港園社區大學。

## 外部連結
- 高雄市鎮港園社區大學 （页面存档备份，存于）
- 鎮港園社區大學的Facebook專頁